# Banco de Avío
Fue fundado después de la Independencia de México, en octubre de 1830 durante la presidencia de Anastasio Bustamante por el entonces Ministro de Relaciones Exteriores, Lucas Alamán; y se convierte en el antecedente principal de la tradición bancaria mexicana, con el fin de prestar dinero para procesos de industria maquinaria.

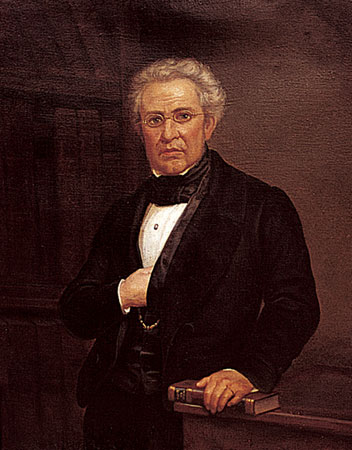
Lucas Alamán, fundador del Banco de Avío.

El primer organismo de desarrollo creado en México para impulsar la industria y el crecimiento de la economía nacional fue el Banco de Avío, establecido el 16 de octubre de 1830 por Lucas Alamán. La función de esta institución consistía en otorgar préstamos a empresarios privados interesados en adquirir maquinaria para la industria manufacturera, con un cinco por ciento de interés anual sobre dichos préstamos. En sus doce años de actividad, el Banco de Avío concedió préstamos por algo más de un millón de pesos, básicamente a la industria algodonera. Aunque algunos historiadores consideran que el Banco de Avío cosechó pocos maíces y muchos fracasos, no dejan de reconocer el interés que tuvo por introducir una mejor tecnología, y por transformar el sistema productivo imperante desde el virreinato.
Fue clausurado en 1842 por un decreto del Gral. Antonio López de Santa Anna argumentando que el banco ya no podía sostenerse económicamente y que por otra parte el sector textil —primordial objetivo del banco—, se había extendido en México y que ya no necesitaba apoyo financiero.